# 三國志Online
『三國志 Online』は、コーエーテクモゲームスが同社のシミュレーションゲーム『三國志』シリーズの設定の一部をベースに開発・運営していたMMORPGである。『三On』とも。シリーズ初の12歳以上対象作品。2010年7月19日をもってサービスを終了した。
Windows用としてコーエーより『信長の野望Internet』『三國志Internet』『アプサラス』『三國志Battlefield』『信長の野望Online』『大航海時代Online』『真・三國無双Online（旧：真・三國無双BB）』に続き、8番目に開発されたオンラインゲーム。

## 概要
後漢末期から三国時代までの中国大陸を舞台としたMMORPG。プレイヤーは司馬徽が村長を務める荊州の「水鏡村」から旅立つ一人の若者となり、各々の生き方で魏・呉・蜀の三国が鎬を削る世界に身を投じる。最大で500人対500人の、千人規模のRvRが実現可能な『合戦』が売りとなっていた。

## 所属サーバーの選択
プレイヤーはサーバーを選択してプレイするが、サーバーによって内容に違いはなかった。
- 泰山
- 黄河
- 廬山

## ゲームシステム

### キャラクターメイク
1つのアカウントで3人までのキャラクター作成が可能。プレイヤーは初期衣装、顔の形と特徴、髪形、体型、声の種類と高さ、性別を選択できる。またキャラクターの名前は「姓」と「名」から構成され、2人目と3人目の名前をつける際、それらの姓は一族名として1人目の姓に統一される。各勢力に仕官する場合は一族全てが同一勢力に所属する事になる（一族システム）。

### レベル
レベルには戦闘レベル、生産レベル、採集レベルの3種類あり、一番高いものが総合レベルとして表示される。また、これら3種類のレベルも下記のような系統に枝分かれしており、一番高いものがそれぞれのレベルとなる。戦闘に勝利する・スキル（技能）の使用などで経験値を得ることによりレベルアップする。

#### 武器
一人のキャラクターが武器を持ち替える事によって、簡単に職業を変化させられる。それぞれの戦闘レベルで、装備できる武器のレベルが決まる。
- 片手具
剣や刀などの片手武器。唯一、盾を装備可能。盾役。
スキル:防御系統

- 双手具
二刀流などの左右一対の武器。アタッカー。
スキル:攻撃系統

- 両手具
槍や戟などの両手持ち武器。サポート。
スキル:戦術系統

- 投射具
弓、弩。遠隔攻撃役。
スキル:投射系統

- 練丹具
杖、棍、錘。回復役。
スキル:練丹系統

- 妖術具
扇、木剣。妖術攻撃役。
スキル:妖術系統

#### 防具と装飾
防具には、布装備、革装備、金属装備の3種類あり、総合レベルで装備できる防具レベルが決まる。また練丹具や妖術具は布装備しか着用できないなど、持つ武器によって付けられる防具も変化する。
また、装備することで様々なボーナスが付く、帯やアクセサリーなどの装飾も存在する。これらも防具同様、レベルが存在する。

### 仕官（所属勢力）
以下の3つの勢力に分かれているが、仕官せずにプレイすることも可能。

#### 魏
- 本拠地 豫州
- 都市許昌

#### 呉
- 本拠地 揚州
- 都市建業

#### 蜀
- 本拠地 益州
- 都市成都

### 部曲
特定の国に所属し、同じ武将の下に集まった仲間たち。名前の下に部曲名が表示される。

#### 客将
特定の条件で部曲を訪れ、手助けをしてくれる武将。

#### 部曲戦
国の垣根を越えて部曲同士で模擬合戦が行なえる。勝敗は一定時間が過ぎた時の得点の多い方か、先に規定ポイント獲得したら勝ちになる。また過去の戦績も部曲戦履歴として見ることが出来る。

### 軍略
敵将討伐などのミッションを受け、様々なシナリオのクリアを目指す。報酬に賞金や経験がもらえる。

### 合戦
互いの城を攻め、先に敵の城門を破壊するか、制限時間内に相手よりも高い得点を取ることで勝利する。戦場では、複数のプレイヤーで様々な効果を発揮する陣形を組んだり、木材や石材の採取を行い兵器や施設を建造することができる。

### 生産システム
様々な生産技能が修得できる。ただし一度に修得できるのは一種類のみ。封印することにより別の生産も出来るようになり、また一定の金額を支払うことで封印を解くことも出来る。
- 金属武器加工
片手具、双手具、両手具の製作が可能。
- 金属防具加工
金属装備の製作が可能。
- 木材加工
投射具、練丹具、妖術具のほかに霊符の製作が可能。
- 皮革加工
革装備の製作が可能。
- 布地加工
布装備のほかに荷物袋の製作が可能。
- 宝飾加工
装飾や霊玉の製作が可能。
- 医食調合
食物や薬の製作が可能。

### 採集システム
様々な採集技能を修得できる。ただし一度に修得できるのは一種類のみ。封印することにより別の採集も出来るようになり、また一定の金額を支払うことで封印を解くことも出来る。
- 鉱石採集
- 木材採集
- 薬草採集
- 発掘

## 拡張パック・大規模な仕様追加/変更

### 涼州実装
2008年8月28日に新フィールドとして涼州地域が実装された。この地は砂漠で今までのフィールドとは外観が変貌している。またレベルの上限も50まで拡張され、それに伴い新技能や新装備も追加された。技能が増えるため生産技能が別枠になり、戦闘系・採集系の技能のみで合わせて100個まで覚えられるようになった。
しかし、これ以降、大規模といえる仕様追加やアップデートはなかった。

## 三國志 Onlineの主な歴史
- 2007年1月24日[4] - 2007年2月6日
第一次クローズドβテスト
- 2007年6月29日- 2007年6月30日
公開合戦テスト
- 2007年7月27日 - 2007年8月5日
第二次クローズドβテスト
- 2007年9月27日 - 2007年10月10日
プレオープンサービス
- 2007年9月27日
正式サービスは10月11日開始を発表
- 2007年10月5日
正式サービス 開始時期の延期を発表
- 2008年2月7日 - 2008年2月28日
第二次プレオープンサービス
- 2008年2月14日
正式サービスは2月29日開始を発表
- 2008年2月29日
15:00に正式サービスを開始
- 2008年4月24日
ハンゲームでのサービス提供を開始
- 2010年5月13日
サービスを終了することを発表[3]
- 2010年7月19日
サービス終了